# 1000 mil československých
1000 mil československých byl automobilový závod, který se konal v letech 1933, 1934 a 1935. Jednou ze tří největších legend meziválečného československého automobilového sportu vedle závodu do vrchu Zbraslav–Jíloviště a Velké ceny na Masarykově okruhu se stal i závod 1000 mil československých, uspořádaný Autoklubem Republiky Československé na silnicích mezi Prahou a Bratislavou.

## Vznik
Závod 1000 mil československých byl inspirován italským závodem Mille Miglia (1000 mil), nebyla to však jeho „kopie“. Závod byl v roce 1933 vypsán Autoklubem Republiky československé výlučně pro cestovní vozy. V té době se stalo módou pořádat dálkové závody. V Itálii vznikl v roce 1927 slavný závod Mille Miglia, v roce 1933 se v Československu jelo prvních 1000 mil Československých a ani Němci nechtěli zůstat pozadu a na rok 1933 proto připravili dálkovou jízdu okolo celého Německa, nazvanou 2000 km durch Deutschland. Již předtím se v roce 1931 jela soutěž, dálková Jízda 10 000 km AvD (Automobilclub von Deutschland, AvD 10000 km Fahrt), které se mimo jiné úspěšně účastnily československé automobilky Walter (Walter Super 6), Praga (Praga Piccolo a Alfa), Tatra, Zbrojovka (Z 9) a Aero (Aero 18HP/Aero 662).
Trasa závodu 1000 mil začínala v Praze před budovou Autoklubu v dnešní Opletalově ulici a v letech 1933 a 1934 pokračovala přes Kolín, Havlíčkův Brod (tehdy Německý Brod), Jihlavu, Velké Meziříčí, Brno a Břeclav až do Bratislavy a zpět. Trať se jela dvakrát za sebou a bez přestávky. Měřila 1592,8 km, což zhruba odpovídá vzdálenosti 1000 mil. V roce 1935 vedla trať z Brna přes Pohořelice a Mikulov do Bratislavy a zpět (celkově 1540 km).

## 1933

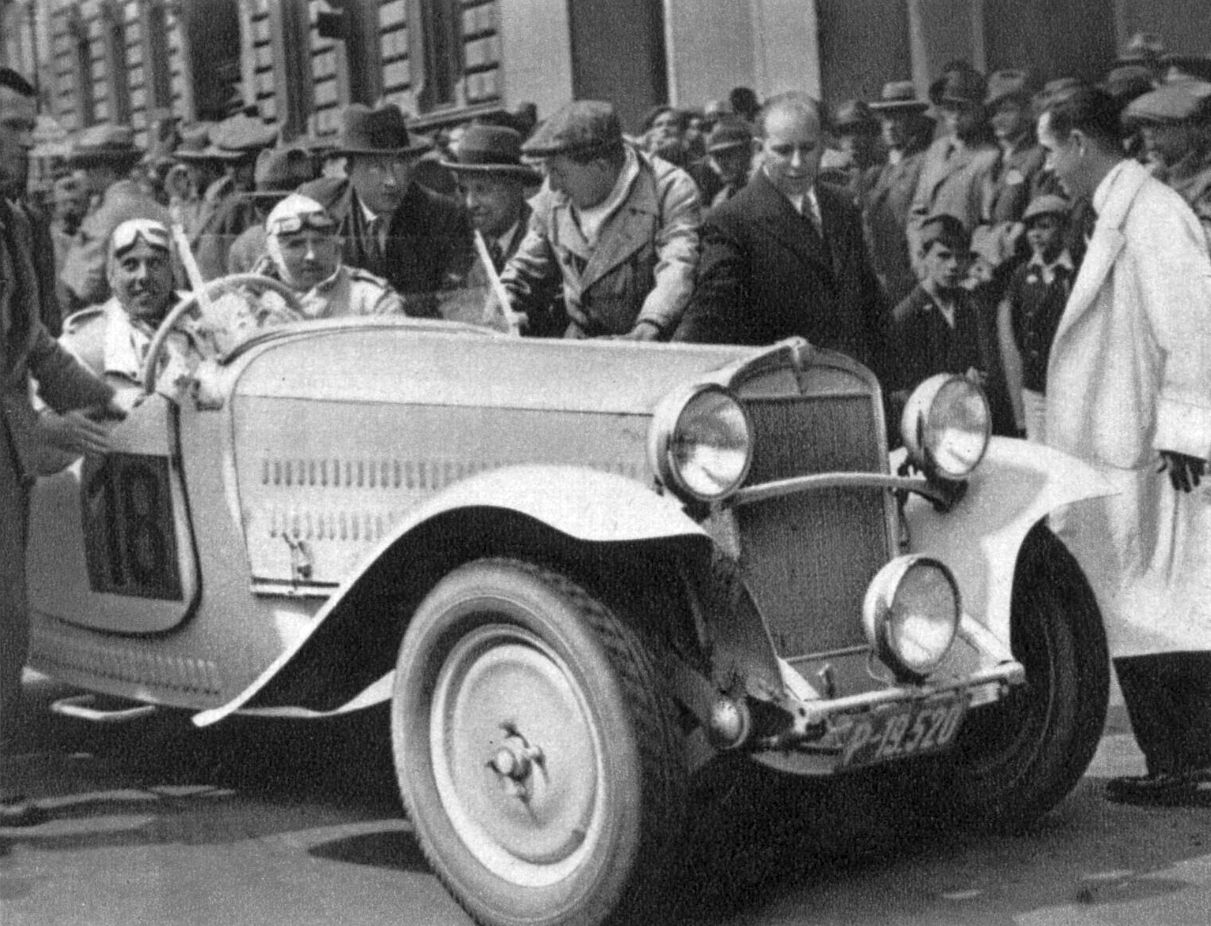
Vítězná posádka Mucha-Urban po dojezdu do cíle 1000 mil čs. (1933)

První ročník se jel 10. a 11. června 1933. Bylo do něj přihlášeno 60 automobilů, z nichž 57 odstartovalo do závodu. Nejpočetněji byla obsazena třída do 1100 cm³, kde odstartovalo 20 posádek, a do 1500 cm³ s 13 posádkami. Jednotlivé třídy startovaly po jednotlivých kategoriích hromadně v intervalech jedné hodiny. Závod byl odstartován ministrem průmyslu, obchodu a živností Josefem Matouškem přesně ve 12 hodin pro vozy nejslabší kategorie. 
V závodě v celkovém pořadí zvítězil tovární jezdec automobilky Praga Petr Mucha s Karlem Urbanem na voze Praga Alfa 1800 Roadster. Šestiválcová Praga Alfa 1,8 l posádky ing. Petra Muchy byla ve startovní listině zapsána pod pseudonymy jezdců „FLY“ a „Kája“. Dosáhli času 19:01:15 h při průměrné rychlosti 83,76 km/h. O první místo v celkové klasifikaci však Mucha sváděl úporný boj s Wikovem (Wikov 35 Kapka s motorem z Wikov 40), na kterém jel Adolf Szczyzycki s Františkem Kudláčkem. Ten však zhruba po 3/4 ujeté vzdálenosti odpadl kvůli poruše chladiče. Potom jej z druhého místa celkově dotahoval Jindřich Knapp s Karlem Vojířem s vozem Walter Junior S. Tato posádka bezpečně zvítězila ve třídě do 1100 cm³ v čase 19:55:08 h v při průměrné rychlosti 79,98 km/h. Nebýt Knappova téměř hodinového zpoždění na trati (Mucha vyhrál o 54 minut), mohl být závěr závodu velmi vzrušující. V nejslabší kategorii na voze Aero 18HP/750 zvítězil Jiří Pohl s Františkem Holoubkem (celkově 18. místo), do 1500 cm³ na Bugatti Type 40 zvítězili Josef Havlíček s M. Vychodilem (celkově 12. místo) před posádkou J. Kreml-V. Válek (Wikov 7/28) a A. Komár-L. Bimka (Tatra 57) a konečně v kategorii nad 2000 cm³ dojel jediný vůz (celkově 30. místo), Václav Kudrna-Arno Paul na Chrysleru 66.

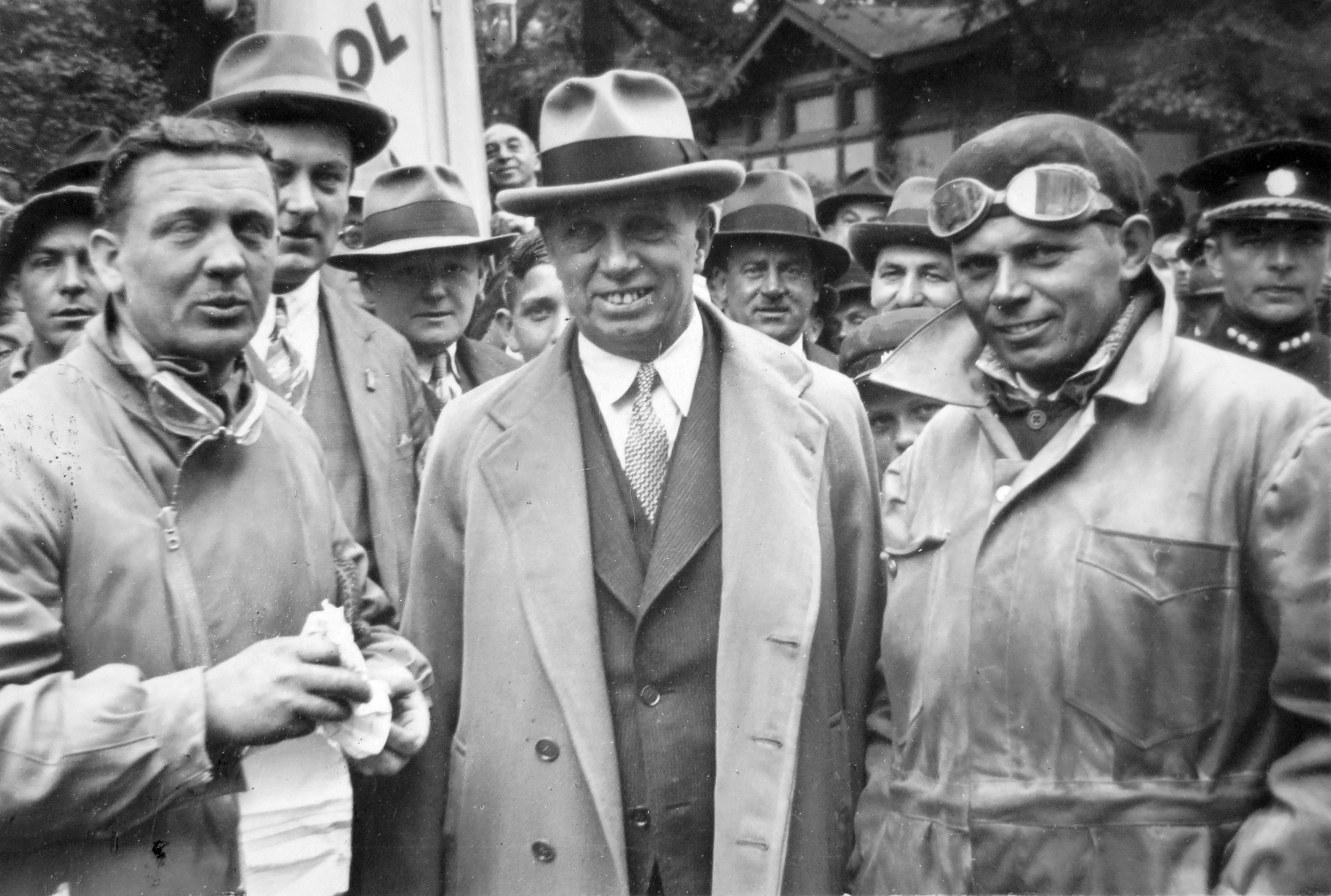
Předseda správní rady Vítězslav Kumpera st. s vítěznou posádkou 1000 mil Knapp – Vojíř, třída do 1,1 l (1933)

Továrny nasadily celkem 8 týmů značek Walter, Wichterle a Kovařík Prostějov (WIKOV), Čs. Zbrojovka Brno a Aero-Car-Club Praha, k cíli však dojely pouze 4 týmy, z nichž tým Walter byl nejrychlejším ve třídě do 1100 cm³, za což získal cenu Autoklubu Republiky Československé. V soutěži továrních týmů bez rozdílu kubatur obsadil Walter 2. místo za týmem Aero-Car-Clubu Praha, který za vítězství získal Cenu prezidenta republiky a Cenu ministerstva obchodu.

## 1934
Závod byl odstartován v 16 h 40 minut před budovou Autoklubu hromadným startem dle startovních čísel přidělených jednotlivým posádkám podle data jejich přihlášky. Odstartovalo 68 vozů, klasifikováno bylo 31. Vítězem druhého ročníku (už s mezinárodní účastí), konaného 9. a 10. června 1934 se stali Jindřich Knapp s Karlem Vojířem na voze Walter Standard S. Knapp s Vojířem dosáhli času 15:22:37 h, což představuje průměrnou rychlost 103,598 km/h. Poslední čtvrtinu závodu (IV. etapa), tedy trať Bratislava–Praha, odjel Knapp v průměrné rychlosti (na tu dobu neuvěřitelných) 111,5 km/hod. Vyhráli s více než půlhodinovým náskokem a jako jediní ze startovního pole překročili rychlostní průměr 100 km/h. Vytvořili traťový rekord, který již nikdy nebyl překonán. Kromě značek, které obeslaly první ročník, se závodu zúčastnila i Tatra (František Chovanec-J. Holub) s novým, osmiválcovým novým vozem Tatra 77 (2969 cm³) s proudnicovou karoserií. Ještě ke konci závodu měl Chovanec ambice na 3. místo, ale havaroval a s poškozeným vozem dojel ve třídě i celkově na 4. místě.
V kategorii do 2000 cm³ byl první Adolf Szczyzycki-Fr. Kudláček (Wikov 40, celkově 13.), ve třídě do 1500 cm³ zvítězila Ela Slavíková-Bohouš Vidra s vozem Aero 4V/1324 cm³ (celkově 15. místo). Dalšími vítězi byli Josef Mamula-František Mašek (Z 4, kat. do 1100 cm³, celkově 5. místo) a Antonín Nahodil-J. Ovesný s vozem Aero 662 (kat. do 750 cm³, celkově 29. místo), druhý v této třídě skončil o hodinu a půl zpět vůz Jawa 700 Jaray řízený posádkou Jaroslav Kaiser-F. Kronberger (celkově 30. místo). Vůz měl oproti sériovému vozu Jawa 700 upravený motor na zdvihový objem 745 cm³, s nímž dosahoval výkonu 20 kW/27 k. S aerodynamickým kupé ztvárněném významným karosářem Paulem Jarayem posádka Kaiser-Kronberger (st. č. 4) dosáhla průměrné rychlosti 71,4 km/h.
Továrna Walter nasadila 2 týmy (st. čísla 20–22 a 23–25), celkem 8 Juniorů SS. Jako první z Juniorů SS dojela do cíle posádka Ivan Hodáč-František Zima (2. místo ve třídě, 6. místo absolutně) v čase 17:28:08 hod., čímž dosáhli průměrné rychlosti 92 km/h. Další posádky Juniorech SS obsadily ve třídě 4., 5. a 7. místo. Prestižní cenu o Putovní pohár prezidenta republiky o jeden bod však získal team Československé Zbrojovky na továrních speciálech Z 4, složený z vozů startovních čísel 54, 55 a 56 (J. Mamula- F. Mašek/1. ve třídě, O. Lukáš-R. Rybář/3. a K. Vlašín-F. Götz/6.). Cenu ministerstva veřejných prací za nejlepší klasifikovaný team zavřených vozů čsl. výroby získal týž první team Zbrojovky (v závodě startovalo 14 a do cíle dojelo 8 vozů Z 4). Cenu ministerstva Národní obrany pro rok 1934, určenou nejrychlejšímu čsl. jezdci na vozidle domácí výroby s použitím nejmenšího množství „cizích“ součástí získalo st. číslo 18, řízené Vladimírem Formánkem, na voze Aero 30.
Odvážně se přes mantinely propozic rozkročila pražská automobilka Aero. V třídě do 1500 cm³ nasadila dvousedadlový roadster se čtyřválcovým motorem 4V/1324 cm³, tedy s motorem a automobilem, který nikdy nebyl sériově vyráběn. Ela Slavíková na tomto voze vyhrála třídu do 1500 cm³. Neméně odvážnou kreaci představila posádka Bohumil a Václav Turkovi. Startovali rovněž na čtyřválci Aero 4V/987 cm³ v třídě do 1100 cm³. Pro svůj extravagantní zjev toto dvousedadlové kupé dostalo přezdívku "Lochnesska". Tento vůz však závod nedokončil, odpadl již v průběhu 1. etapy kvůli poruše motoru. Další 2 vozy na podvozku Aero 30 s motorem Aero 18 HP/750 měly uzavřenou dvoumístnou aerodynamickou karoserii, která byla postavena jen ve dvou exemplářích a v továrně dostala přezdívku "Brontosaurus". Závod byl určen pro řádně otypované "sériové cestovní vozy", ale mnohé z nich si však běžný zájemce nikde koupit nemohl. I vítězný Walter Standard S byl "otypován" pouhý týden před závodem. Veřejný rozhovor o Knappově vítězství v 1000 mílích československých se ještě "rozhořel" v prosinci 1934 v časopise „Aerovkář" a na stránkách Národních listů. V 21. čísle Aerovkáře napsal p. Gustav Stehlík, že by rád věděl, kolik tisíc kusů sériově vyrobila a prodala firma Walter vozu „typu Knapp". Veřejně mu odpověděl v NL Ivan Hodáč. Továrna Walter vyrobila 50 kusů a prodala 41 typu, který se jmenuje Standard na ne Knapp (to nebyla až tak pravda, protože vítězný Walter Standard S byl vyroben jeden a byl "složeninou" z několika sériových typů – Standard 6, Super 6 a Lord). Dále dodal, že vozů Standard bylo vyrobeno 50krát tolik a prodáno 41krát tolik vozů tohoto typu, než kolik vyrobila a prodala továrna Aero vozu typu Turek Speciál. Naopak by Ivan Hodáč zase rád slyšel od p. G. Stehlíka kolik tisíc vozů takových, na jakém byla v 1000 mílích vyhrána třída do 1,5 litru, bylo vyrobeno a prodáno, když je známo, že továrna vyrábí a prodává jen vozy do 1 litru (v tomto případě se jednalo o prototyp čtyřválcového motoru o objemu válců 1324 ccm, na kterém Ela Slavíková vyhrála třídu do 1,5 l. Tento motor se na žádném automobilu Aero nikdy neobjevil). Sportovní redaktor NL Vilém Heinz zaujal pozici nestranného pozorovatele a tuto veřejnou debatu nijak nekomentoval.

## Galerie 1934

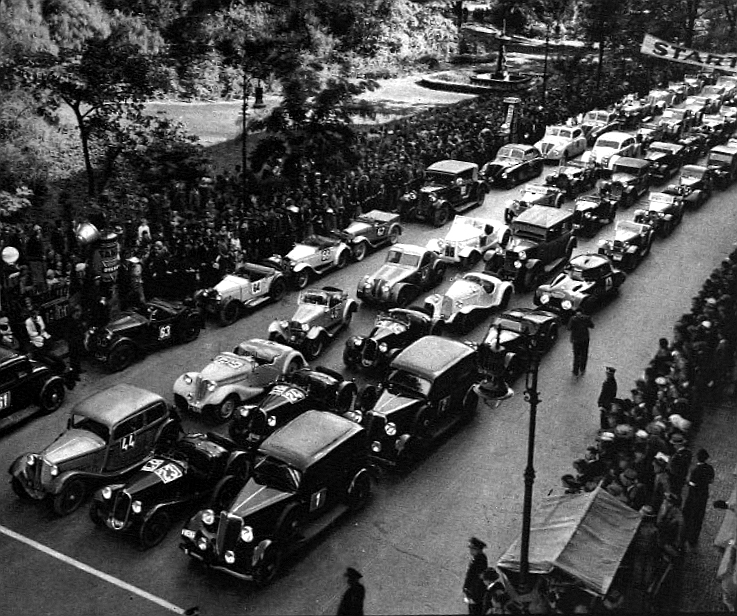
Vozy na startu 1000 mil československých v roce 1934
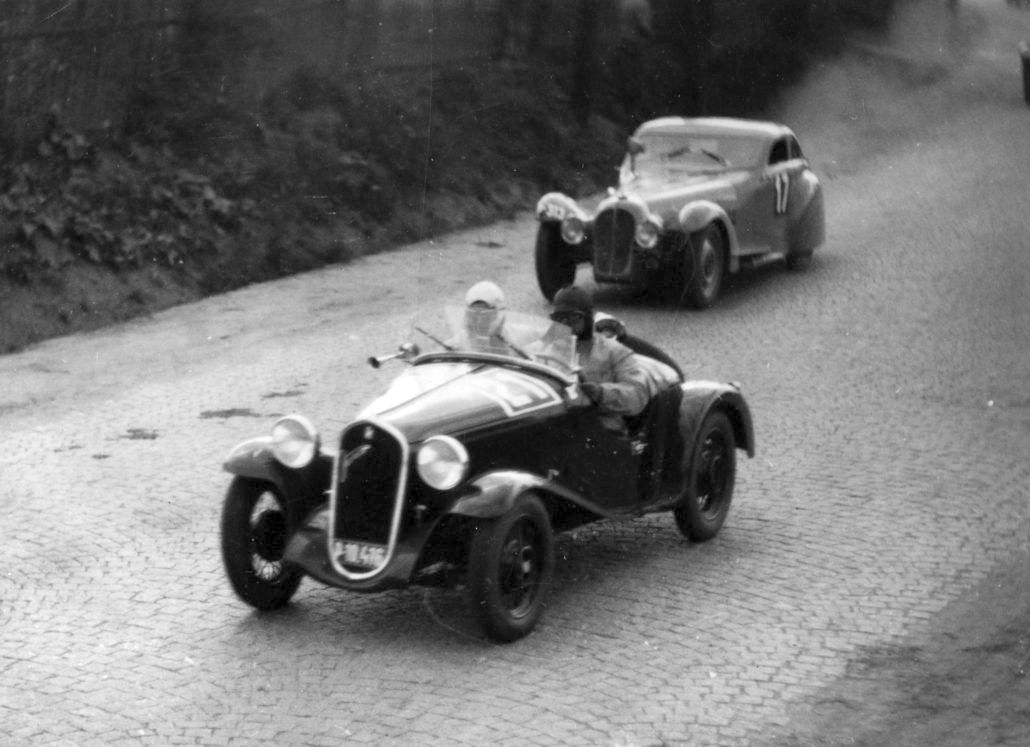
Bohumil Turek na Aeru 4V/987 cm³ "Lochnesska" předjíždí Walter Junior SS posádky Manda-Traube
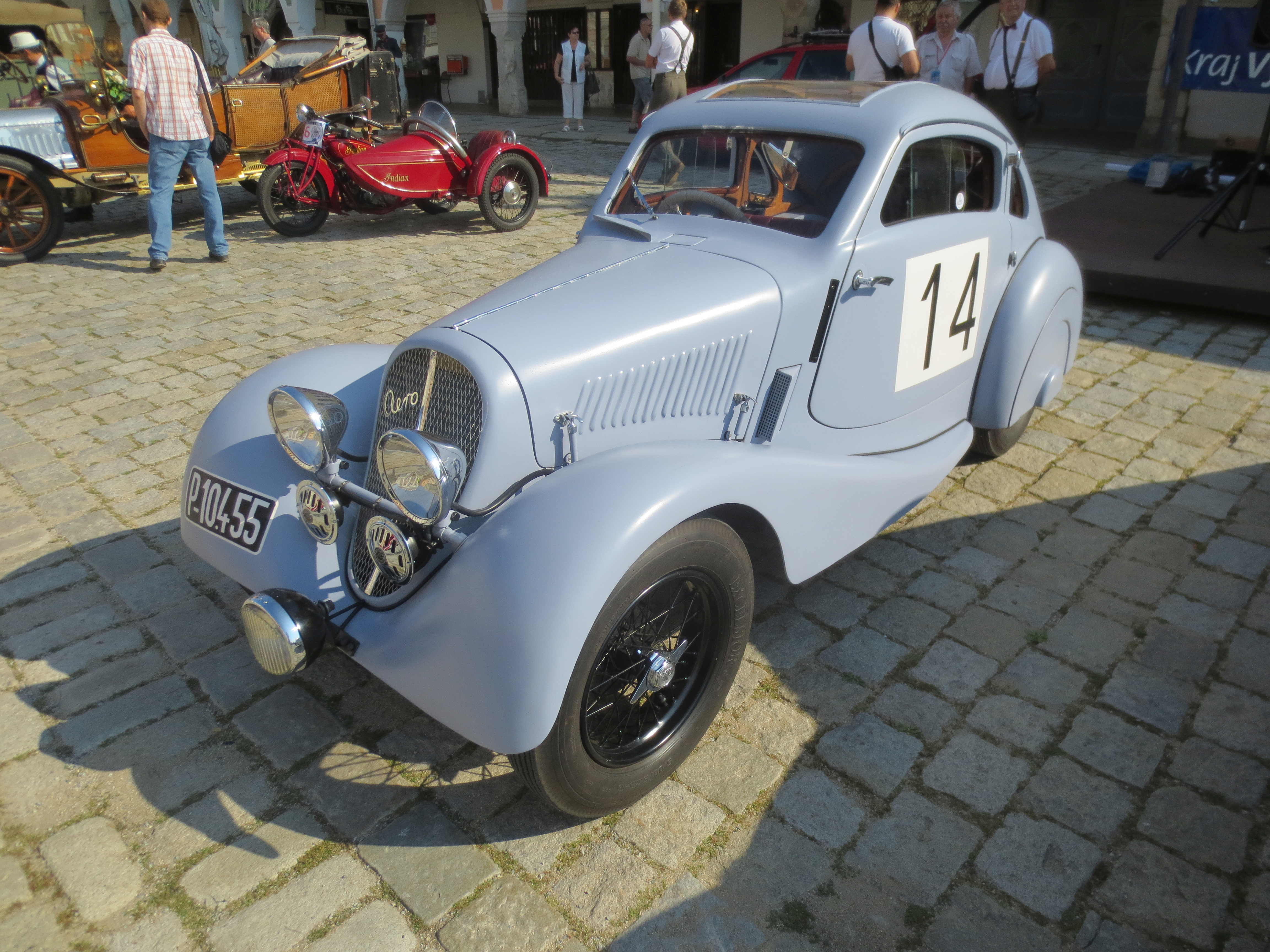
Aero 750 "Brontosaurus" (1934)
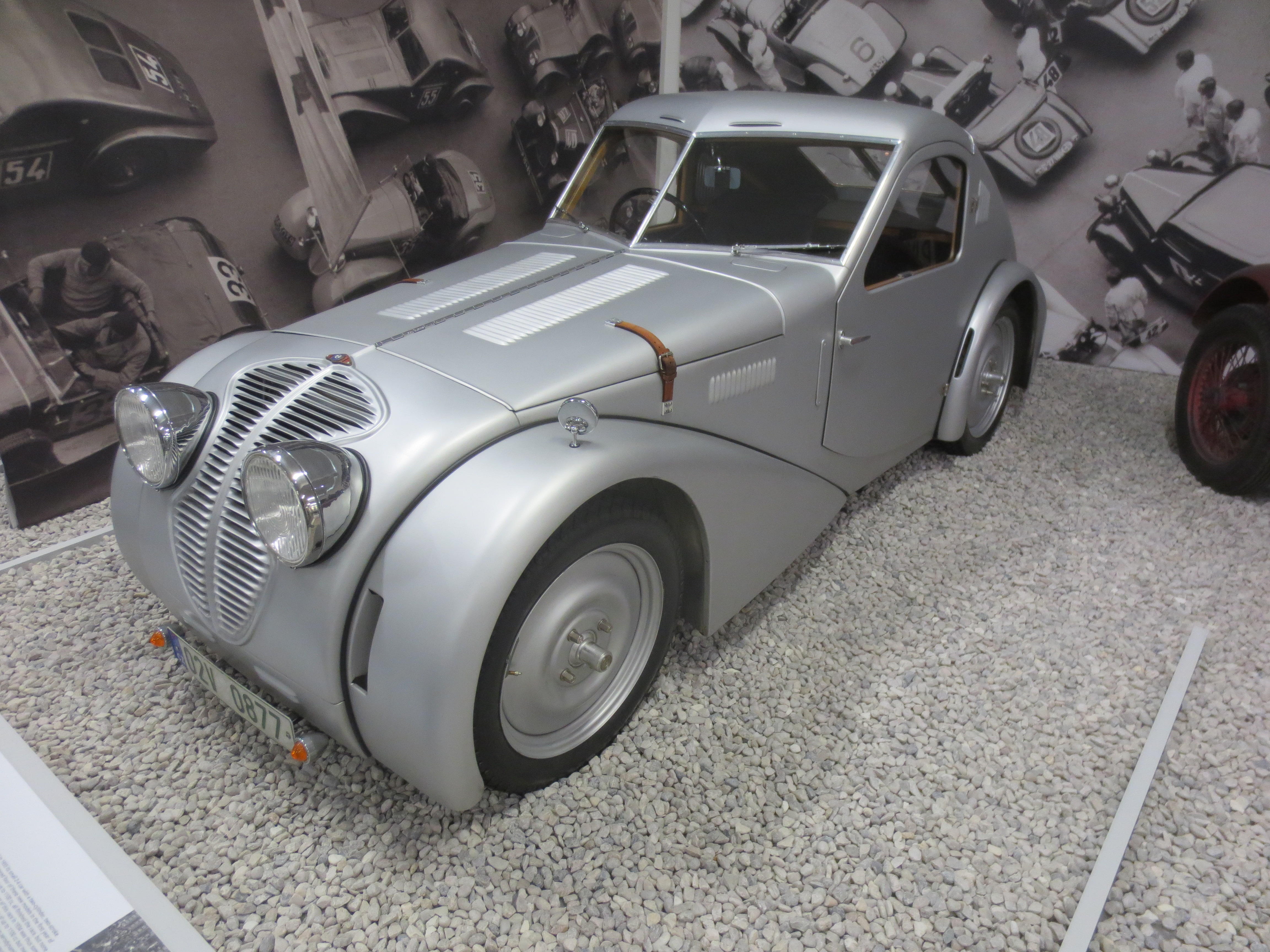
Zbrojovka Z-4 Sport 1000 mil (1934)
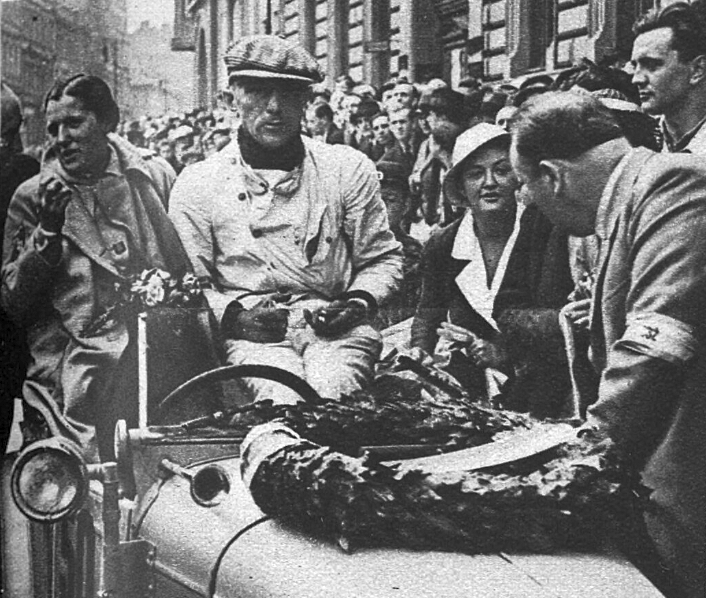
Ela Slavíková a Bohumil Vydra (vítězná posádka třídy do 1,5 l na voze Aero 4V/1324 cm³) po dojezdu 1000 mil 1934
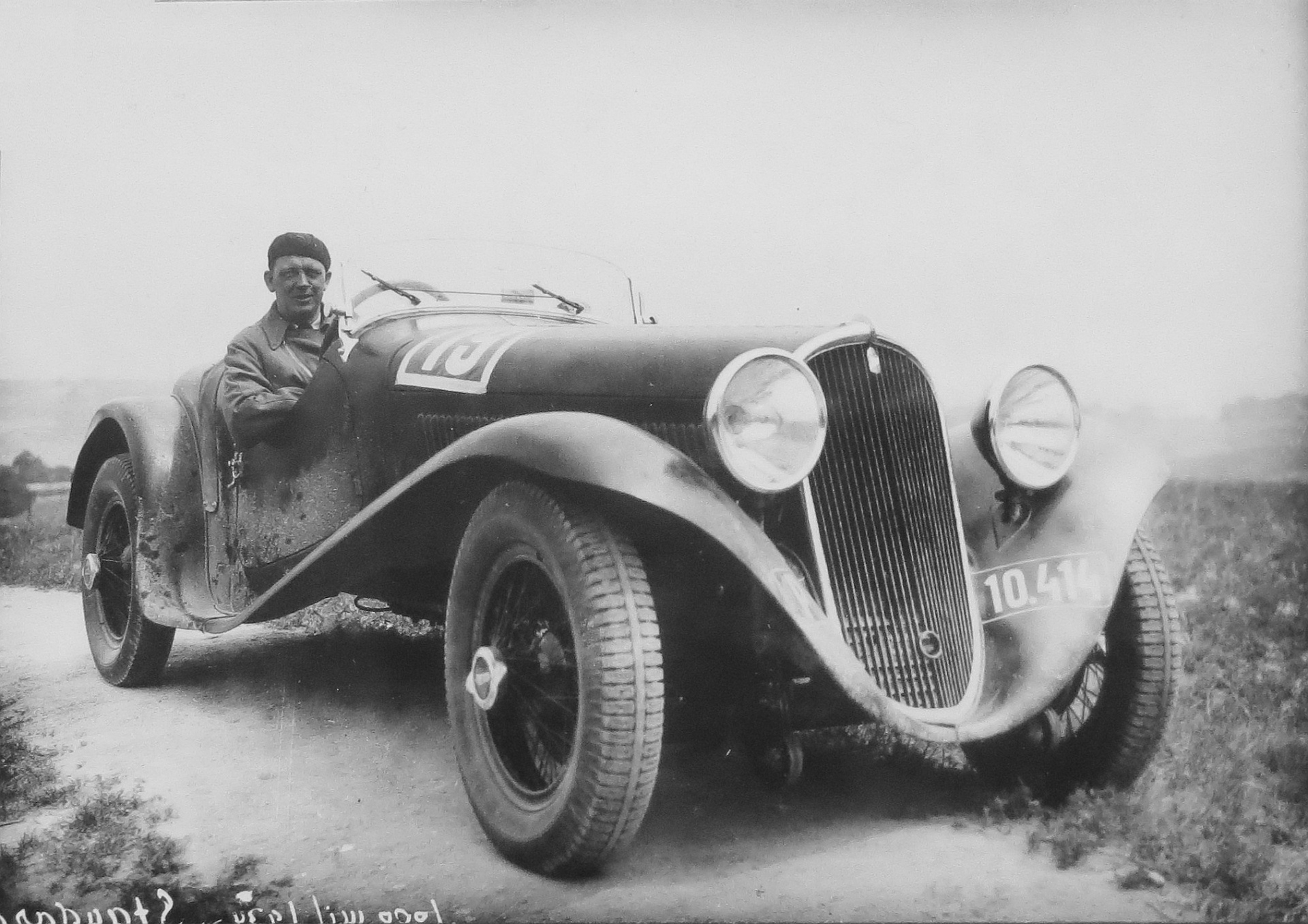
Jindřich Knapp s Walter Standard S zvítězil v traťovém rekordu, který již nikdy nebyl překonán (1934)
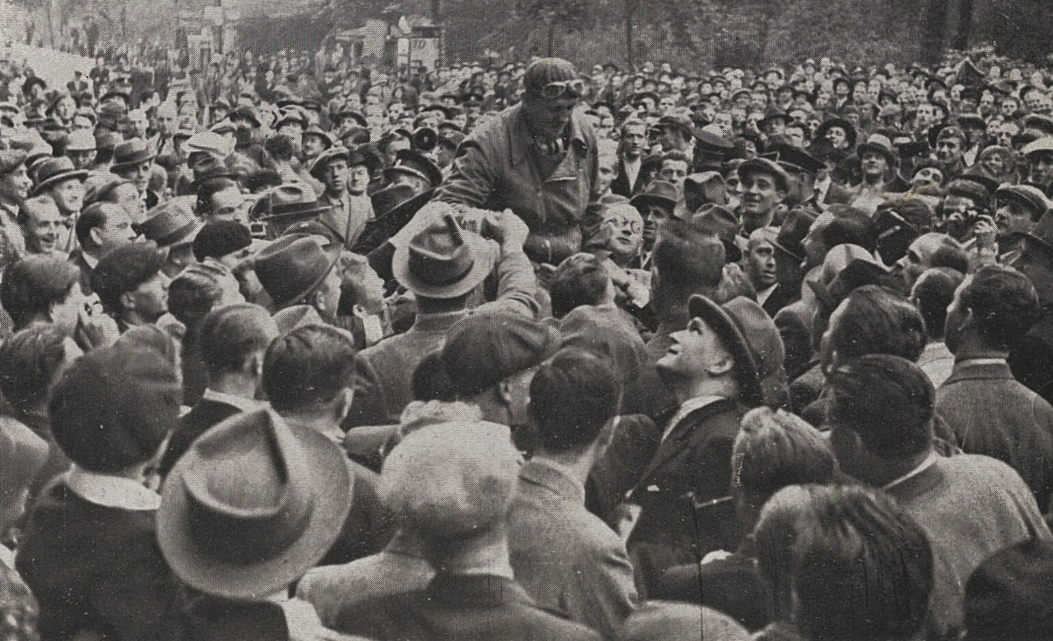
Jindřich Knapp s Walter Standard S po dojezdu 1000 mil (1934)
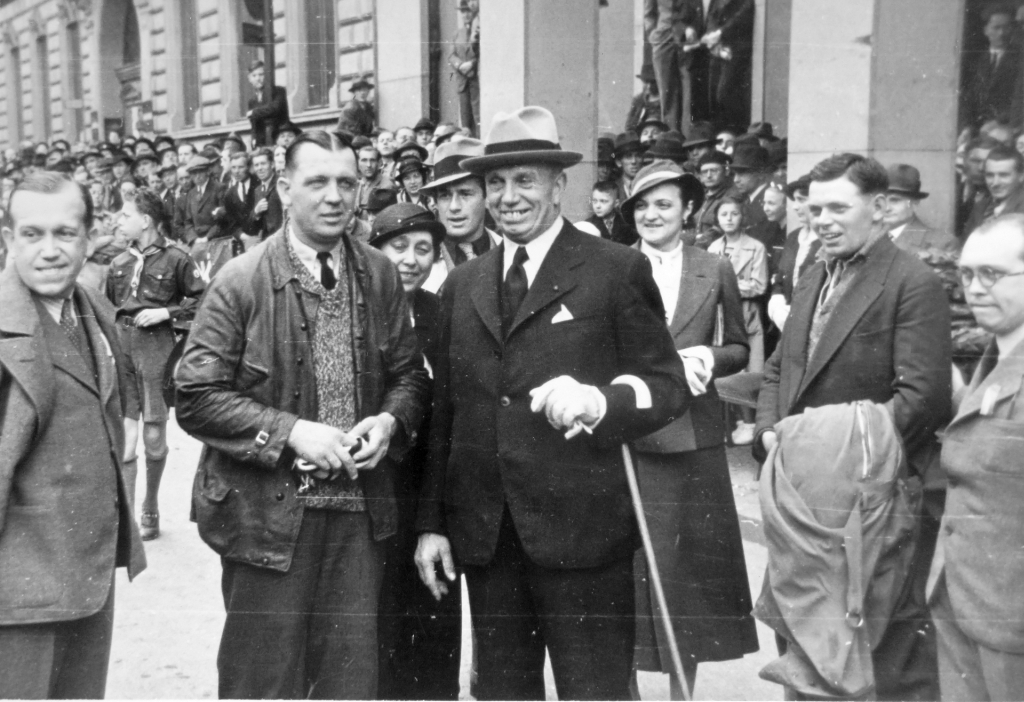
V cíli 1000 mil čsl. 1934, zleva A. Kumpera (GŘ Walter), J. Knapp, V. Kumpera (prezident fy. Walter), K.Vojíř a V. Kumpera ml. (obch. ředitel Walter)
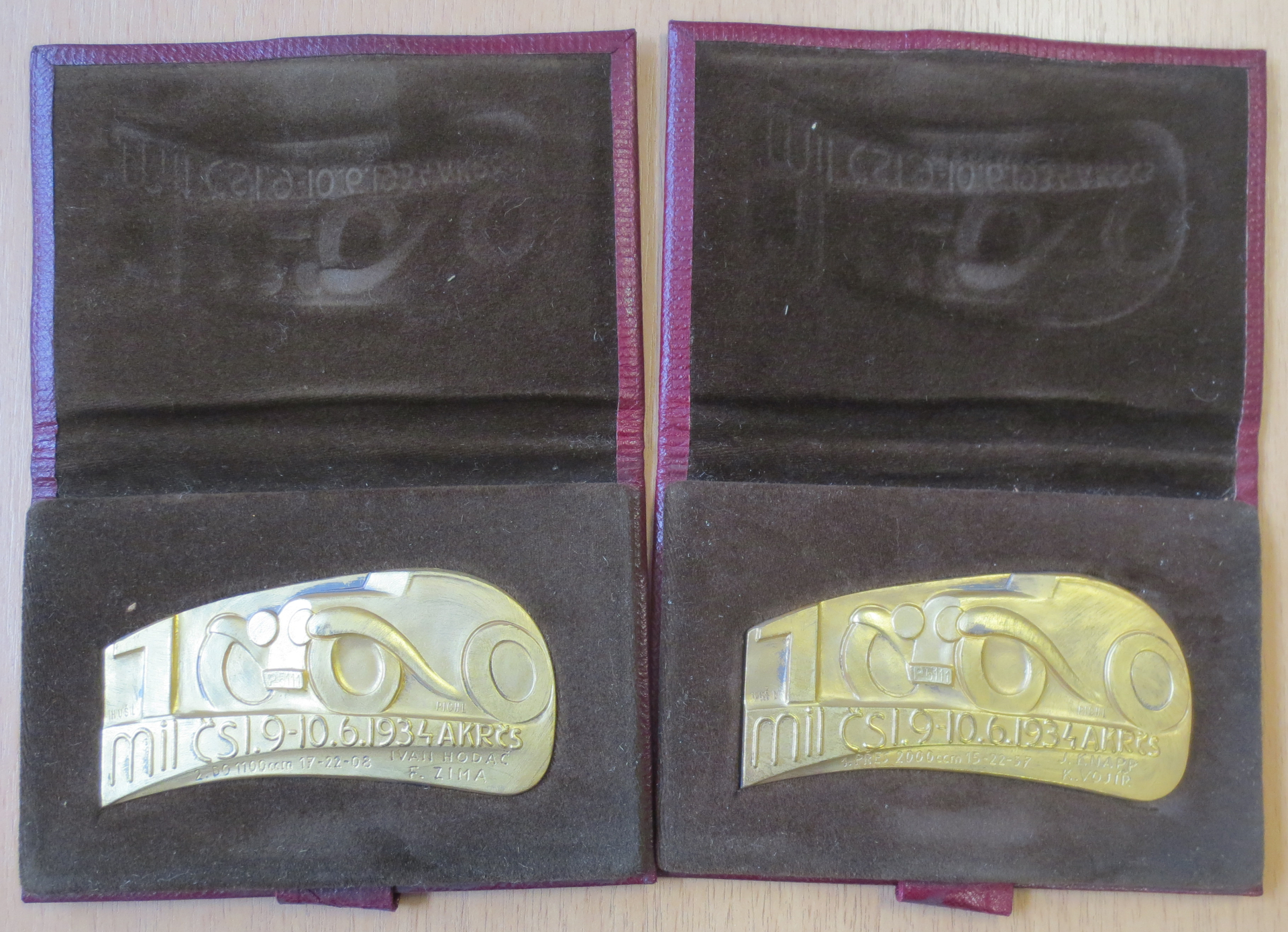
Medaile z 1000 mil Československých 1934 pro Walter Standard S (Knapp-Vojíř) a Walter Junior SS (Hodáč-Zima)

## 1935
V roce 1935 se jelo na mírně upravené trase Praha – Kolín – Německý Brod – Jihlava – Velké Meziříčí – Brno – Břeclav – Bratislava s tím, že účastníci závodu jeli z Prahy do Bratislavy a zpět do Prahy bez přerušení dvakrát. Byl z Brna vynechán úsek Slavkov–Hodonín–Sekule a byl nahrazen úsekem Mikulov–Lednice–Břeclav–Lanžhot–Kúty. Tím se trasa závodu zkrátila na 1540,4 km.
III. ročník závodu konaný 15. a 16. června 1935 vyhráli celkově Jan Kubíček-Jaroslav Smažík (st. č. 9) s vozem Bugatti 35B z roku 1927, s osmiválecem 2 262 cm³ do V bez kompresoru upraveném do cestovní podoby. Kubíček auto doplnil předepsanými světlomety, blatníky z vozu Aero 30, sklápěcí textilní stříškou, náznakem jakýchsi dvířek a vymontoval z vozu kompresor, který byl propozicemi zakázán. Kubíček-Smažík zvítězili v čase 15:46,12 h. Převážnou část závodu však v čele jezdili Zdeněk Pohl s Jaroslavem Hausmannem na MG K-Type Magnette (šestiválec 1286 cm³). Druhé místo v celkovém pořadí pak obsadili Antonín Studený a s Adámkem na Fordu V8 (zvítězili v klasififikaci tzv. zavřených vozů). V dalších kategoriích zvítězili F. Spiegel-Disenberg (BMW 319/1, kat. do 2000 cm³), Renzo Cantoni-Silvio Fasser (Lancia, kat. do 1500 cm³) před posádkou B. Fišer-V. Pacovský (MG Magnette), Ruggero Minio s vozem Fiat 508 Balilla (kat. do 1100 cm³) a Jaroslav Kaiser s vozem Jawa 750 Sport (do 750 cm³). V třídě do 2000 cm³ zaznamenalo úspěch nové coupé Škoda Rapid Six, se kterým posádka Antonín Komár - Vladimír Houšť (st. č. 23) v náročném závodě dojela v celkové klasifikaci na 5. místě a ve třídě do 2 l na 3. místě (ve speciální klasifikace tzv. zavřených vozů na 2. místě). Na 2. místě v třídě do 2 l dojela posádka J. Stehlík-K. Dohnal (Praga 1800).
Tohoto ročníku závodu odstartovaném v půl šesté odpoledne se zúčastnila i továrna Jawa se šesti červeně nalakovanými automobily, postavenými výhradně pro tento závod. S vozy kupé jeli: st. č. 71 Vitvar-Eichler, č. 72 Zborník-Turek a č. 73 Maršíček-Moravec, s vozy roadster pak č. 74 R. a B. Protiva, č. 75 Feuerstein-Borkovec a č. 75 Kaiser-Kronberger. Jezdci měli bílé kombinézy, červené kukly a hnědé rukavice. Úspěch v závodě byl mimořádný. Vozy Jawa 750 vyhrály kategorii sedmsetpadesátek i prestižní cenu prezidenta republiky pro nejúspěšnější tým. V kategorii do 750 cm3 obsadily Jawy první tři místa, vítězný roadster s posádkou Jaroslav Kaiser – Frank Kronberger přitom trať doslova prolétl s průměrnou rychlostí 83,7 km/h (18:24:05 h), druzí skončili Vitvar s Eichlerem (18:59:54 h) těsně před třetími R. a B. Protivou (18.59:56 h). Vítězný vůz Kaisra obsadil v celkovém pořadí závodu 18. místo. Vozy Jawa 750 roadster získaly také prestižní Putovní cenu prezidenta republiky pro nejúspěšnější tým (st. č. 74–76). Rekord třídy z roku 1934 vítězná posádka překonala téměř o dvě a půl hodiny, tehdy zvítězili do 750 cm3 Nahodil s Ovesným na Aeru za 20:49:31 h.
Závod byl poznamenám tragickou nehodou jezdce Františka Kůrky (Walter Junior SS, st. č. 56) za Velkým Meziříčím, spolujezdec Trnka vyvázl z nehody téměř bez úrazu. Kůrka byl dopraven do městské nemocnice v Třebíči, ale v pozdních večerních hodinách svému zranění podlehl. František Kůrka odpočívá na hřbitově Malvazinky, kde je mj. pohřben i Josef Walter. Do závodu byl přihlášen i loňský vítěz Jindřich Knapp se spolujezdcem Vojířem, st. č. 2 (Walter Princ) a Ivan Hodáč se spolujezdcem Kühnem na Walteru Junior SS, st. č. 41, ale na startu se z neznámých důvodů neobjevili. V tomto ročníku skončila 15. června 1935 závodnická kariéra známého závodníka Bohumila Turka, který havaroval s Elou Slavíkovou (automobilovou závodnicí a manželkou obchodního ředitele Aero).
O rok později se kvůli zvyšujícímu se politickému napětí v Československu, zejména v otázce Sudet už závod nekonal. Ve světle závažných nehod se nechal slyšet i prezident Tomáš Garrigue Masaryk, že nehodlá dále protektorovat závod, při kterém se zabíjejí lidé.

## Galerie 1935

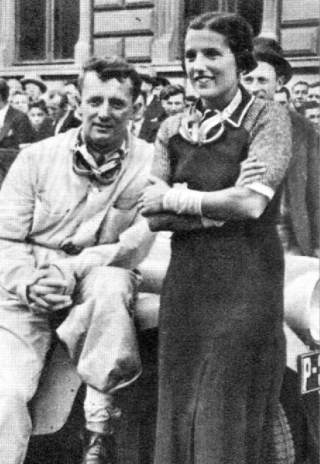
Bohumil Turek a Ela Slavíková před startem 1000 mil československých (1935)
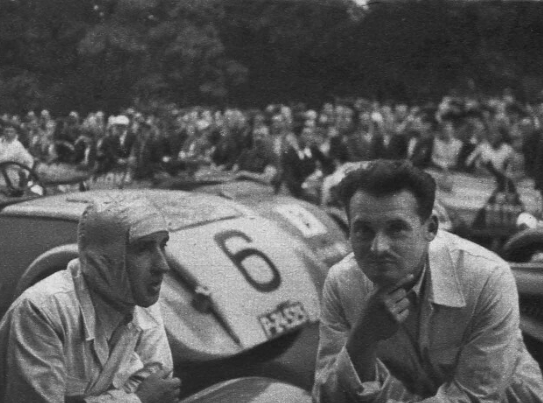
Kaiser a Kronberger (Jawa 750) před startem 1000 mil (1935)
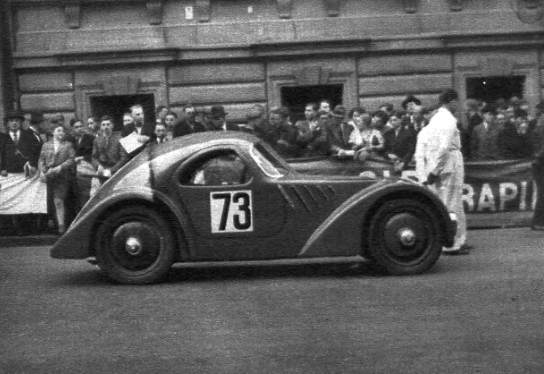
Jawa 750, Maršíček-Moravec před startem 1000 mil československých 1935
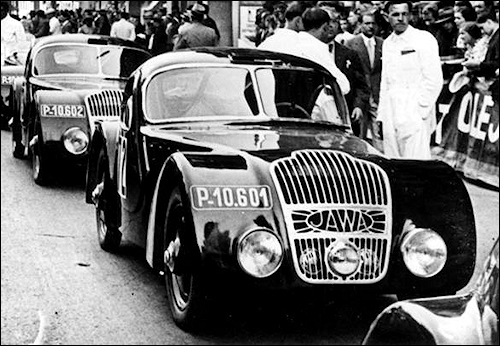
Jawa 750 (J.Zborník-L.Turek) na startu závodu 1000 mil československých 15. června 1935
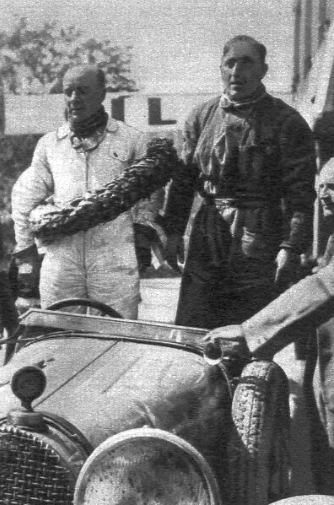
Kubíček-Smažík (Bugatti T35B) 1000 mil československých 1935

## Po roce 1970
Od roku 1970 pořádá Veteran Car Club Praha vzpomínkovou jízdu „1000 mil“ pro historická vozidla vyrobená před rokem 1939. Podnik byl obnoven krátce v 70. letech (1970–72) a pravidelně se jako obnovený závod historických vozidel jezdí od roku 2013. Trať Praha–Bratislava se jezdí jen jednou.